# Christianne Mwasesa
Christianne Mwasesa Mwange (n. 23 martie 1985, în Lubumbashi) este o handbalistă din Republica Democrată Congo care joacă pentru echipa națională a țării sale. Ea a participat la Campionatul Mondial din 2013, din Serbia,, unde RD Congo s-a clasat pe locul 20, iar Mwasesa a fost cea mai bună marcatoare pentru echipa sa. Mwasesa Mwange a participat cu naționala RD Congo și la Campionatul Mondial din 2015, din Danemarca.
Ultimul club pentru care a jucat a fost Toulon Saint-Cyr, din Franța. În 2014, handbalista a părăsit Toulon pentru a fi alături de familia sa din Congo.

## Palmares
- Campionatul Franței:
  - Câștigătoare: 2010
- Cupa Franței:
  - Câștigătoare: 2011, 2012[1]